# Quebec (Schiff, 1760)
Die Quebec war eine 32-Kanonen-Fregatte 5. Ranges der Niger-Klasse der britischen Marine, die von 1760 bis 1779 in Dienst stand.

## Geschichte

### Bau
Die spätere Quebec wurde am 16. Juli 1759 bestellt und im Juli 1759 bei The King's Yard in Harwich auf Kiel gelegt. Der Stapellauf erfolgte am 14. Juli 1760 und die offizielle Indienststellung bereits am 30. Juni 1760. Die Baukosten betrugen 6.627 Pfund 3 Schilling und 11 Pence (siehe Pfund Sterling).

### Einsatzgeschichte
Im Zuge des Amerikanischen Unabhängigkeitskrieges, gerieten auch Großbritannien und Frankreich in den Krieg. Das erste Einzelgefecht zweier Schiffe dieser beiden Nationen, fand am 6. Oktober 1779 zwischen der französischen Fregatte La Surveillante und der Quebec vor Ushant statt. Das Gefecht dauerte 3 ½ Stunden.
Am 6. Oktober 1779 wurde die Quebec unter ihrem Kapitän Georg Farmer ausgesandt, um den Hafen von Brest zu beobachten. In der Mitte des Ärmelkanals traf sie auf die Surveillante, die unter dem Kommando von Du Couedic de Kergoualer stand, der den Hafen von Plymouth beobachten sollte. Der Kampf begann um elf Uhr morgens. Nach geraumer Zeit in der sich die Schiffe gegenseitig mit Breitseiten beharkt hatten beklagten beide Seiten schwere Havarie und zahlreiche Tote und Verletzte. Als sie sich auf Enterdistanz befanden, brach auf der Quebec ein Feuer aus und das Seegefecht entwickelte sich zu einer Rettungsaktion der Franzosen, bei der mehr als 60 britische Seeleute gerettet wurden. Die Quebec sank zusammen mit ihrem Kapitän Farmer, der für dieses Verhalten posthum geadelt wurde.

## Liste der Kommandanten
| Name                        | Beginn der Amtszeit | Ende der Amtszeit | Bemerkungen                  |
| --------------------------- | ------------------- | ----------------- | ---------------------------- |
| Captain Archibald Kennedy   | 30. Juni 1760       | 23. August 1760   |                              |
| Captain John Leveson Gower  | 23. August 1760     | 9. Mai 1763       |                              |
| außer Dienst bzw. aufgelegt |                     |                   |                              |
| Captain Francis Reynolds    | 15. Juni 1769       | 10. August 1772   |                              |
| außer Dienst bzw. aufgelegt |                     |                   |                              |
| Captain George Farmer       | 10. März 1778       | 6. Oktober 1779   | mit dem Schiff untergegangen |